# Reakcja Mehlera
Reakcja Mehlera – reakcja fotochemiczna redukcji tlenu zachodząca w chloroplastach, opisana przez Alana Mehlera w roku 1951.
Reakcja zaczyna się od przeniesienia elektronu z fotoukładu I na cząsteczkę tlenu. W efekcie powstaje anion ponadtlenkowy O2–, przekształcany przez obecną w chloroplastach miedziano-cynkową dysmutazę ponadtlenkową (Cu-Zn–SOD) do H2O2. Powstały H2O2 jest redukowany przez tylakoidową peroksydazę askorbinianową z wytworzeniem cząsteczki wody. Ze względu na przenoszenie elektronu z wody z wytworzeniem wody transport elektronów na tlen w wyniku zachodzenia reakcji Mehlera nazywany jest cyklem woda-woda lub pseudocykliczną fosforylacją. Redukcja O2 poprzez przeniesienie elektronu z fotoukładu I oraz rozkład powstającego H2O2 nie prowadzi do powstania NADPH, jednak wytwarzana jest siła protonomotoryczna wykorzystywana do syntezy ATP. Prawdopodobnie cykl woda-woda jest ważnym sposobem regulacji stosunku ATP/NADPH.